# Городское поселение посёлок Усть-Нера
Городско́е поселе́ние посёлок Усть-Нера — муниципальное образование в Оймяконском улусе Якутии Российской Федерации.
Административный центр — пгт Усть-Нера.

## История
Статус и границы городского поселения установлены Законом Республики Саха (Якутия) от 30 ноября 2004 года N 173-З N 353-III «Об установлении границ и о наделении статусом городского и сельского поселений муниципальных образований Республики Саха (Якутия)».

## Население
| 2011  | 2012  | 2013  | 2014  | 2015  | 2016  | 2017  |
| ----- | ----- | ----- | ----- | ----- | ----- | ----- |
| 6410  | ↘6077 | ↘5846 | ↘5643 | ↗5898 | ↘5597 | ↘5434 |
| 2018  | 2019  | 2020  | 2021  | 2023  |       |       |
| ↘5173 | ↘5000 | ↘4720 | ↘4228 | ↘4160 |       |       |

## Состав городского поселения
| № | Населённый пункт | Тип населённого пункта      | Население |
| - | ---------------- | --------------------------- | --------- |
| 1 | Усть-Нера        | пгт, административный центр | ↘4160     |